# Text o tisíci znacích
Text o tisíci znacích či Esej o tisíci znacích (čínsky v českém přepisu Čchien c’ wen, pchin-jinem Qiānzìwén, znaky 千字文) je čínská čítanka z počátku 6. století určená k výuce nejběžnějších znaků čínského písma. Obsahuje jeden tisíc znaků ve 250 čtyřznakových verších. S Knihou tří znaků a Sto rodinnými jmény tvořila od sungské doby do 20. století triádu „Tři, sto, tisíc“ nejrozšířenějších čínských slabikářů.

## Historie
Text o tisíci znacích napsal čínský učenec Čou Sing-s’ (周興嗣, 470–521) jako učebnici pro syna císaře Wu-tiho (vládl 502–549) z dynastie Liang. Napsány byla kaligrafií Wang Si-č’a (王羲之, 306–361). Čítanka obsahuje tisíc nejběžnějších znaků čínského písma seskupených do čtyřznakových veršů a ty do 125 dvouverší.
Od sungské doby do 20. století byla používána jako slabikář v samém počátku výuky čínského písma. Společně s Knihou tří znaků a Sto rodinnými jmény patřila ke třem nejpopulárnějším slabikářům.
Při výuce byla používána i v Japonsku a Koreji. V Koreji byla významná jako příručka pro výuku čínských znaků, a doprovázená komentářem s korejským zápisem jejich výslovnosti a významu.